# Зильберталь, Цви
Цви Зильберталь (ивр. צבי זילברטל‎; род. 5 апреля 1952 года) — юрист, судья Верховного суда Израиля.

## Биография
Цви Зильберталь родился в 1952 году на территории Израиля. Учился в иерусалимской гимназии «Рехавия». В 1970—1975 годах проходил службу в Армии обороны Израиля. Изучал право в Иерусалимском в университете, с отличием окончил учёбу в 1981 году. В 1983 году получил право заниматься адвокатской деятельностью. В 1983—1990 годах занимался адвокатской практикой, работая в юридической фирме. 
В 1990 году был избран назначен судьёй в мировой суд Иерусалима, а с 1997 года Зильберталь — вице-президент этого суда. В августе 2001 года был назначен в окружной суд Иерусалима.
Кандидатуру Зильберталя, как будущего члена Верховного суда, поддержала председатель суда Дорит Бейниш (2006—2012). 21 февраля 2012 года, одновременно с Ноамом Сольбергом, был приведён к присяге, как судья Верховного суда Израиля.
В марте 2016 года судья Зильберталь объявил о своем намерении досрочно уйти в отставку с поста судьи Верховного суда по достижении возраста 65 лет, то есть в апреле 2017 года.